# Boris Ferlat
Boris Ferlat, slovenski oblikovalec, * 30. maj 1922.

## Priznanja in odlikovanja
Leta 1971 je soprejel nagrado Prešernovega sklada »za serijo foteljev - počivalnikov v izdelavi novogoriške tovarne Meblo«.